# I tre ladri
I tre ladri é um filme de 1954, dirigido por Lionello De Felice, baseado no romance "I tre ladri" di Umberto Notari.
Estreou em Portugal a 4 de Fevereiro de 1955.

## Sinopse
Tapioca é um pobre ladrão de galinhas que nem sempre tem sucesso. Ao escapar de uma loja depois de roubar uma salsicha, cai através da clarabóia de uma mansão abandonada. Depois de satisfazer o apetite encontra na cozinha o seu velho "aprendiz" Gastone, (que se tornara num ladrão de "classe"), e que se encontra na casa depois de ter feito chantagem com a mulher do proprietário, através das cartas que ela enviou aos seus numerosos amantes, e conseguindo dela a combinação do cofre. Consegue roubar dez milhões e escapar sem problemas. Tapioca fica mais algum tempo na casa e é apanhado quando tenta escapar. O dono da casa, Ornano (Gino Bramieri), quer a todo o custo o dinheiro de volta e, para convencer Tapioca a revelar-lhe onde está, rodeia-o de conforto e presentes: toda a gente na cadeia contribui para o bem estar de Tapioca e no julgamento ninguém se atreve a testemunhar contra ele. Mas eis que aparece Gastone a acusar-se do roubo e a distribuir dinheiro pela multidão.